# João Paulo Tavares
 João Paulo de Figueiredo Tavares  (Três Pontas, 30 de março de 1983), é voleibolista brasileiro que conquistou títulos  e resultados importantes nas três categorias da seleção brasileira: campeão sul-americano  infanto-juvenil em 2000, campeão sul-americano juvenil em 2002 e vice-campeão mundial juvenil em 2003, campeão sul-americano adulto , assim como sagrou-se campeão mundial em 2010, além disso, medalha de ouro na Copa dos Campeões em 2009 e o tricampeonato na Liga Mundial.

## Carreira
João Paulo desde as categorias de base já servia a seleção brasileira no ano de 2000, oportunidade na qual  foi convocado para disputar o Campeonato Sul-Americano Infanto-Juvenil realizado na Argentina e obteve o ouro  e dois anos mais tarde  no Brasil obteve o ouro no Campeonato Sul-Americano Juvenil  e nesta mesma categoria foi vice-campeão mundial  no Irã em 2003.
Em seu histórico de clubes nacionais defendeu  o Vasco/ Três Corações em 2001,  transferiu-se  para o clube espanhol  Son Amar em 2002, no ano seguinte o Banespa/São Bernardo .
Atuou na temporada 2004-05 pela Unisul/Florianópolis  e nesta equipe  foi  Campeão da Supercopa, Campeão da Copa Visa,  Campeão Catarinense e obteve o sétimo lugar na Superliga Brasileira 2004-05 série A. Defendeu também a equipe da Cimed na jornada 2006-07, na temporada seguinte atuou pelo Santander/São Bernardo
Pela primeira vez na seleção adulta integrou conquistou Liga Mundial de 2005 e conquistou o bicampeonato nesta competição na edição de 2009  e foi campeão no Campeonato Sul-Americano  disputado na Colômbia  e conquistou também o ouro na Copa dos Campeões   no Japão.
Retornou a defender a equipe da  Unisul/Joinville  na temporada 2008-09.Transferiu-se para o voleibol japonês na temporada 2009-10, e sagrou-se campeão logo em sua primeira temporada Panasonic Panthers e ainda  foi  o Maior Pontuador  da partida final da liga japonesa  registrando 17 pontos, sendo  61% no ataque e   eficiência  de 65% na recepção.  Na temporada 2010 atuou pela seleção brasileira novamente e conquistou o tricampeonato  da Liga Mundial, além de compor  a seleção que sagrou-se campeã mundial  em 2010.
Disputou uma boa Superliga pela Cimed/Sky na temporada 2011-12, com eliminação nas quartas de final diante da equipe do Minas,  recebeu proposta  para reforçar a equipe italiana da  BCC-NEP Castellana Grotte,  que classificou-se  para o playoff da Série A-2 da liga italiana  visando o acesso a elite do vôlei italiano, sendo um contrato de curta duração, total de um mês e meio e sagrou-se vice-campeão desta competição .
Na temporada 2012-13 atuou novamente pelo clube japonês Panasonic Panthers e ao fim deste contrato foi disputado por  vários clubes, optou pelo Vôlei Brasil Kirin/Campinas para atuar na temporada 2013-14, mas em junho de 2013 passou por uma cirurgia no ombro direito.
João Paulo fez sua última participação na Superliga na temporada 2014/2015, pelo extinto Vôlei Brasil Kirin (SP), e decidiu se aposentar na sequência. 
Ficou fora das temporadas e 2015/2016, 2016/2017 e aos 34 anos foi convencido a voltar graças ao projeto desenvolvido pelo Vôlei Ribeirão Preto. Capitaneado pelo campeão olímpico Lipe e dirigido pelo técnico Marcos Pacheco, o time do interior de São Paulo foi montado com o único objetivo de garantir a vaga e disputar a edição 2018/2019 da Superliga.

## Clubes
| Clube                       | País    | De   | Até  |
| Vasco/ Três Corações        | Brasil  | 2001 | 2002 |
| Son Amar                    | Espanha | 2002 | 2003 |
| Banespa/São Bernardo        | Brasil  | 2003 | 2004 |
| Unisul/Florianópolis        | Brasil  | 2004 | 2005 |
| Unisul/São José             | Brasil  | 2005 | 2006 |
| Cimed Florianópolis         | Brasil  | 2006 | 2007 |
| Santander/São Bernardo      | Brasil  | 2007 | 2008 |
| Unisul/Joinville            | Brasil  | 2008 | 2009 |
| Panasonic Panthers          | Japão   | 2009 | 2010 |
| Cimed Sky                   | Brasil  | 2010 | 2012 |
| BCC-NEP Castellana Grotte   | Brasil  | 2011 | 2012 |
| Panasonic Panthers          | Japão   | 2012 | 2013 |
| Vôlei Brasil Kirin/Campinas | Brasil  | 2013 | 2014 |
| Vôlei Ribeirão Preto        | Brasil  | 2017 | 2018 |

## Títulos e Resultados
- 2004/05 Campeão da Supercopa[2]
- 2004/05 Campeão da Copa Visa[2]
- 2004/05 Campeão Catarinense[2]
- 2004/05-7º Lugar na Superliga Brasileira série A[2]
- 2009-10- Campeão da Liga Japonesa[15]
- 2011-2012- Vice-campeão da Liga Italiana série A2 [6]
- 2012-Campeão da Copa do Imperador do Japão[15]
- 2012-13- Vice-campeão da Liga Japonesa [15]